# La relazione
La relazione è un romanzo di Andrea Camilleri pubblicato dalla casa editrice Mondadori nel 2015. 

## Trama
Mauro Assante, che lavora per la Banca Centrale, è un uomo sposato con un figlio piccolo. Questa estate, mentre la moglie ed il figlio si recano in montagna per le vacanze, lui resta in città in quanto impegnato nello stilare una delicata relazione su un istituto bancario che potrebbe essere commissariato in seguito alla sua relazione. Durante questo periodo accadono fatti strani per il suo carattere: dimentica aperta la porta di casa, riceve una strana telefonata, crede di essere seguito da un uomo in ciclomotore. Riceve, poi, la visita di una meravigliosa ragazza bionda. L'estate avanza, le temperature aumentano, la stesura della relazione si fa più complessa e con essa l'ansia di consegnare tutto senza sbavature, senza condizionamenti.

## Edizioni
- Andrea Camilleri, La relazione, Mondadori Editore, 2015,  pagg.177, ISBN 978-88-04-64954-0.